# Pedro Moutinho
Pedro Miguel Moutinho Paiva dos Santos mais conhecido por Pedro Moutinho (Oeiras, 11 de Novembro de 1976) é um fadista português. É irmão dos fadistas Camané e Hélder Moutinho.

## Biografia
Nasceu no seio de uma família ligada ao Fado desde longa data. Cresceu a ouvir e a conviver com alguns dos mais importantes intérpretes da canção de Lisboa, que o iniciaram na arte de bem cantar. Com 11 anos de idade já cantava em encontros informais e inevitavelmente acabou por se fixar nessa sublime expressão musical de Lisboa que é o Fado. 
Passou pelo Coro de Santo Amaro de Oeiras e fez parte de uma das várias formações do grupo infanto-juvenil Ministars.
Em 1995 integra o elenco do Clube de Fado e mais tarde o elenco do Café Luso.
Em 2000 participa na criação do Quinteto de Fados de Lisboa, ao tempo constituído por Filipe Lucas (Guitarra Portuguesa), Rodrigo Serrão (Contrabaixo), João Courinha (Saxofone) e José António Mendes (Viola Clássica), com quem actuou em diversas salas da capital, entre as quais no CCB e no Festival Música de Cidades com Portos.
A partir de 2001 é convidado para cantar nas "Quartas de Fado" do Casino Estoril e em 2002 inicia a carreira discográfica em nome próprio, ao ser convidado a integrar uma colectânea de jovens fadistas editada pela EMI. 
Mas é a gravadora Som Livre que em 2003 aposta nele e lhe propõe gravar o seu álbum de estreia. O disco "Primeiro Fado", produzido por Ricardo Dias e Nuno Faria, junta fados tradicionais, alguns dos quais com letras do seu irmão Hélder Moutinho, e recriações de diversos temas. Obteve o Prémio Revelação 2003 da Casa da Imprensa.
Em 2004 interpreta um dos temas do disco de tributo ao álbum "Um Homem na Cidade" de Carlos do Carmo.
Em 2006 é editado o seu segundo disco, "Encontro", um disco de fados tradicionais escolhidos por si. Contou com a participação do guitarrista José Manuel Neto, do violista Carlos Manuel Proença (que foi produtor e director musical do disco) e do viola baixo Daniel Pinto. O disco recebeu um dos Prémios Amália na categoria de melhor álbum.
Em 2007 participa no filme "Fados" de Carlos Saura, o que proporcionou vários concertos em Portugal e Espanha inserido no projecto "Casa de Fados".
Em Abril de 2009 foi editado o álbum "Um Copo de Sol" que contou com produção e direcção musical de Carlos Manuel Proença (viola), José Manuel Neto (guitarra portuguesa) e Daniel Pinto (baixo acústico). No disco aparecem 12 temas escritos e compostos por grandes nomes da cultura portuguesa, como Amélia Muge, Tiago Bettencourt, Aldina Duarte e Rodrigo Leão.
Em 2010 é editada uma compilação que inclui a colaboração de Mayra Andrade no clássico "Alfama" e de Tiago Bettencourt no tema  "Vou-te levando em segredo" de que é autor. 
Em 2011 colabora no disco Os Fados e as Canções do Alvim de Fernando Alvim.
O álbum "O Amor Não Pode Esperar" é lançado no dia 8 de Julho de 2013. "Rua da Esperança", o tema de apresentação, é da autoria de Amélia Muge. Outros colaboradores do disco são Aldina Duarte, Fausto Bordalo Dias, Manuela de Freitas, Tereza Tarouca e Tiago Torres da Silva.
Em 2016 é lançado o álbum "O Fado Em Nós".

## Discografia
- Primeiro Fado (Som Livre, 2003)
- Encontro (Som Livre, 2006)
- Um Copo de Sol (Iplay, 2009)
- Lisboa Mora Aqui - O Melhor de Pedro Moutinho (Iplay, 2010)
- O Amor Não Pode Esperar (Uguru/Parlophone, 2013)
- O Fado Em Nós (Uguru, 2016)

Colectâneas
- Biografia do Fado (2002) - Se Eu Disser adeus
- Novas vozes, novos fados : para uma história do fado (2004) - Espelho do mundo
- Novo Homem Na Cidade (2004) - Rosa da Noite
- Casa de Fados - em concerto (2009)
- Os Fados e as Canções do Alvim (2011) - Para Cá, Para Lá / Se Eu Disser Adeus